# نانسی اولسون
نانسی اولسون (انگلیسی: Nancy Olson؛ زادهٔ ۱۴ ژوئیهٔ ۱۹۲۸) یک هنرپیشه اهل ایالات متحده آمریکا است. وی از سال ۱۹۴۸ میلادی تاکنون مشغول فعالیت بوده‌است.
از فیلم‌ها یا برنامه‌های تلویزیونی که وی در آن نقش داشته‌است می‌توان به سان‌ست بلوار، فرودگاه ۱۹۷۵ و چنان بزرگ اشاره کرد.